# Comuna Strașevîci, Starîi Sambir
Strașevîci (în ucraineană Страшевичі) este o comună în raionul Starîi Sambir, regiunea Liov, Ucraina, formată din satele Koblo, Sozan și Strașevîci (reședința).

## Demografie
Componența lingvistică a comunei Strașevîci
     Ucraineană (99,86%)
Conform recensământului din 2001, majoritatea populației comunei Strașevîci era vorbitoare de ucraineană (99,86%), existând în minoritate și vorbitori de alte limbi.